# John Saxon
John Saxon, rođen kao Carmine Orrico (5. kolovoza 1936. – 25. srpnja 2020.) bio je američki filmski i televizijski glumac, poznat po nastupima u nizu filmova, uglavnom akcijskog, kriminalističkog i horor žanra. Vjerojatno najpoznatija uloga mu je Roper, cinični majstor borilačkih vještina u znamenitom filmu U zmajevom gnijezdu gdje je bio partner Bruceu Leeju.

## Vanjske poveznice
- John Saxon bio on (re)Search my Trash
- Personal website  Arhivirana inačica izvorne stranice od 16. kolovoza 2016. (Wayback Machine)
- John Saxon's quotes  Arhivirana inačica izvorne stranice od 10. lipnja 2017. (Wayback Machine)